# Geoffrey Chaucer
Geoffrey Chaucer ([ˈʧoser], in inglese /ˈʤɛfri ˈʧɔːsə/; Londra, 1343 – Londra, 25 ottobre 1400) è stato uno scrittore, poeta, burocrate e diplomatico inglese.

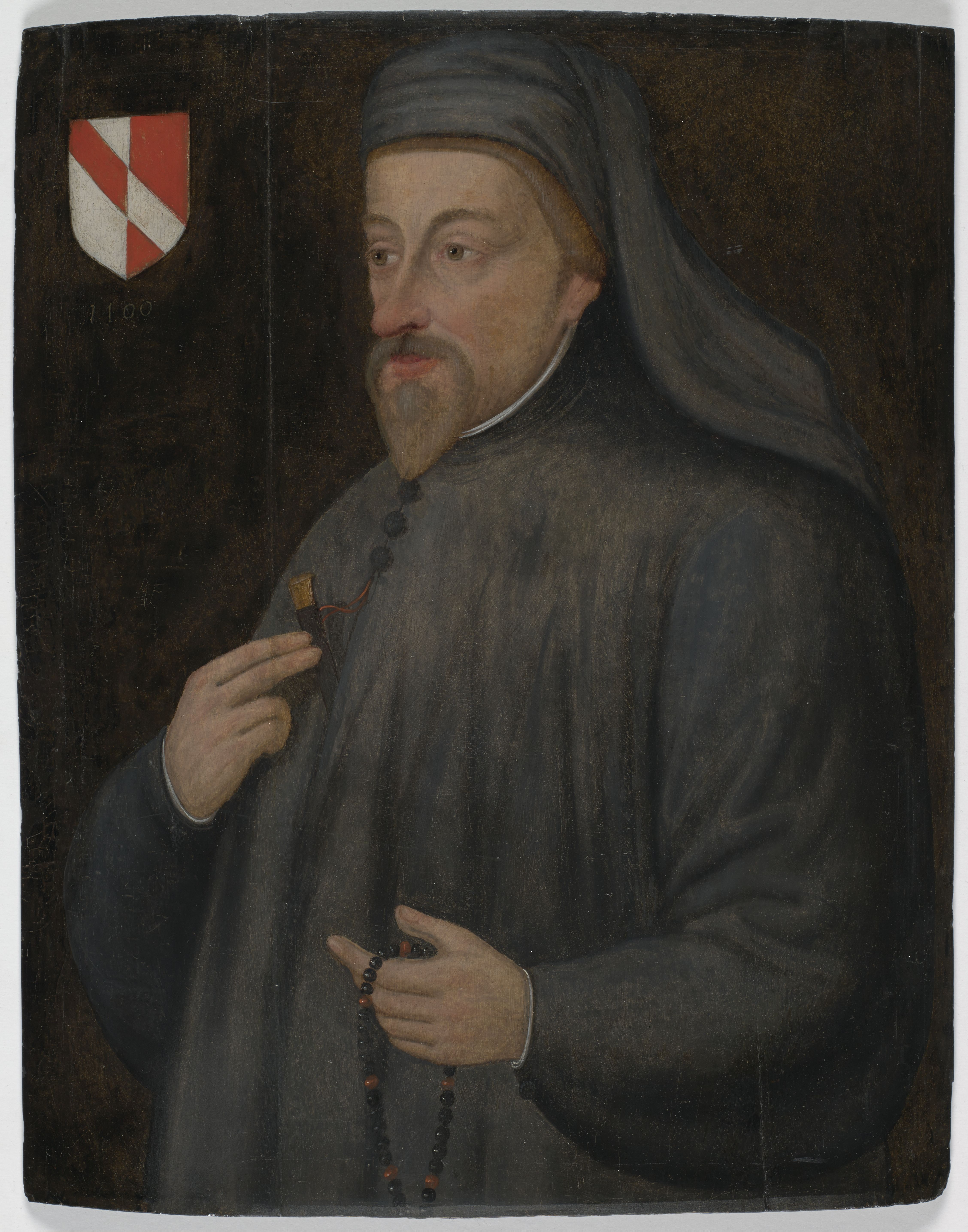
Ritratto di Chaucer del XVII secolo.

Viene spesso riconosciuto come il padre della letteratura inglese.
Benché abbia scritto diverse opere importanti, viene di solito ricordato in particolare per il suo capolavoro, pervenutoci incompleto, de I racconti di Canterbury. Alcuni studiosi sostengono inoltre che Chaucer sia stato il primo autore ad aver dimostrato la legittimità letteraria in volgare della lingua inglese. In un'epoca nella quale in Inghilterra la poesia veniva scritta prevalentemente in latino, francese e anglo-normanno, Chaucer fece uso della lingua volgare (middle English, evoluzione dell'old English parlato dagli Anglosassoni) elevando la lingua inglese del suo tempo a lingua letteraria, rivoluzionando molte parole attraverso l'inglese antico e quello medioevale, Chaucer inventò ed introdusse nella lingua oltre 2000 parole: “friendly, learning, galaxy”, e “universe”, per citarne alcune.

## Vita

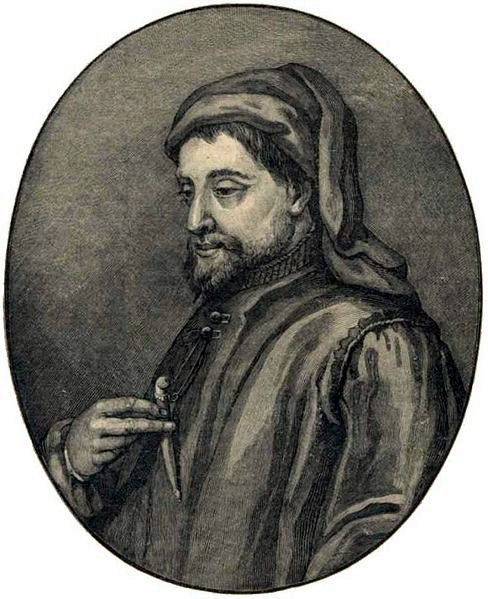
Geoffrey Chaucer in un'illustrazione su History of England - Century Edition di Cassel, 1902

Le informazioni biografiche su Geoffrey Chaucer sono molto scarse. Sappiamo che egli nacque nel 1343 a Londra da un mercante di vini, e visse al servizio di tre re (Edoardo III, Riccardo II ed Enrico IV).
È noto inoltre che tra il 1368 e il 1378 egli venne in Italia, dove conobbe i testi di Petrarca, Dante e Boccaccio; quest'ultimo, con il suo Decameron, avrebbe poi dato a Chaucer un'ispirazione fondamentale per la scrittura dei Racconti di Canterbury.

### Le origini e la Guerra dei cent'anni (1343-1360)
Il padre e il nonno erano entrambi dei viticoltori e, prima di questa attività, la famiglia aveva gestito dei commerci ad Ipswich per diverse generazioni. Il suo nome ha origini francesi (chausseur) e significa "calzolaio".
Nel 1324 John Chaucer, padre di Geoffrey, fu rapito da una zia nella speranza che questi, allora dodicenne, ne sposasse la figlia, in modo da mantenere il possesso sulle attività commerciali ad Ipswich. La zia venne imprigionata e le £250 di sanzione amministrativa, pagate per il reato, suggeriscono che la famiglia fosse benestante, se non addirittura di alto rango. John sposò infine Agnes Copton, che nel 1349 ereditò le proprietà dello zio, inclusi ventiquattro negozi a Londra.
Benché non ci sia pervenuto alcun documento certo sulla sua adolescenza e sulla sua educazione, si può supporre che Geoffrey Chaucer avesse una profonda conoscenza del latino e del francese, come dimostrano le sue traduzioni; si noti anche che lo studio di queste lingue era consueto nell'educazione dei giovani alto-borghesi.
La prima volta che si ha menzione del nome di Chaucer è nel 1357, in un documento di contabilità domestica presso l'abitazione di Elisabetta de Burgh, contessa di Ulster, quando il padre riuscì a farlo diventare paggio della nobildonna. Lavorò anche a corte come diplomatico ed impiegato statale: in particolare ebbe da parte del re l'incarico di raccogliere e inventariare i rifiuti metallici.
Nel 1359, nei primi anni della Guerra dei cent'anni, Edoardo III d'Inghilterra invase la Francia e Chaucer viaggiò con Lionello Plantageneto, I duca di Clarence, marito di Elisabetta, insieme all'esercito inglese. Un anno più tardi, nel 1360, fu catturato durante l'assedio di Reims e trattenuto come prigioniero di guerra. Edoardo III pagò £16 di contributo al riscatto e Chaucer venne rilasciato.

### Il matrimonio e la corte di Edoardo III (1360-1378)
Dopo la cattura, i documenti riguardo alla vita di Chaucer sono incerti: sembra infatti che il giovane abbia viaggiato in Francia, Spagna e Fiandre, presumibilmente come messaggero e forse anche come pellegrino. Si parla di un possibile pellegrinaggio a Santiago di Compostela; forse proseguì intanto gli studi presso la Inner Temple.
Intorno al 1366, Chaucer sposò Philippa Roet, damigella della regina di Edoardo III, Filippa di Hainault, e sorella di Katherine Swynford, futura moglie di Giovanni Plantageneto, I duca di Lancaster. Non è ancora stato stabilito con precisione il numero dei figli avuti da Chaucer e Philippa Roet, ma le opinioni più diffuse e accreditate sostengono la nascita di tre o quattro figli. Uno di essi, Thomas Chaucer, avrebbe avuto un'illustre carriera: ufficiale di quattro re, inviato in Francia e infine Oratore della Camera dei Comuni. Altri figli furono probabilmente Elisabetta Chaucy (che prese poi i voti), Agnes Chaucer (addetta all'incoronazione di Enrico IV) e Lewis Chaucer.

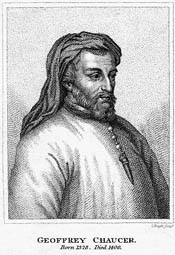
Possibile ritratto di Chaucer, creazione del XIX secolo

Vi sono poi documenti che attestano la sua presenza nella corte reale di Edoardo III come valletto, yeoman o Esquire il 20 giugno 1367. Viaggiò all'estero diverse volte, almeno come valletto, e prese parte, a Milano, presso la corte viscontea, al matrimonio tra Lionello Plantageneto e Violante Visconti, figlia di Galeazzo II. Alla cerimonia erano presenti due altri grandi letterari dell'epoca, Jean Froissart e l'italiano Francesco Petrarca. Si ritiene inoltre che intorno a questo periodo Chaucer abbia scritto Il libro della duchessa, in onore di Bianca di Lancaster, l'ultima moglie di Giovanni Plantageneto morta nel 1369.
Chaucer intraprese altri numerosi viaggi, tra cui una spedizione militare in Piccardia, una visita a Genova per questioni commerciali, a Firenze per chiedere un prestito alla banca dei Bardi (di cui erano soci Boccaccio e suo padre, Boccaccino di Chellino) in favore del re, e probabilmente a Padova nel 1373. Fu proprio in questo viaggio italiano che Chaucer entrò in contatto con la cultura italiana medioevale, le sue strutture e le sue tematiche, che si ritrovano facilmente nelle sue opere. Nel periodo compreso tra il 1372 e il 1376 inoltre è databile la traduzione parziale in Middle English del Roman de la Rose.
Si ipotizza un altro viaggio, intrapreso nel 1377, ma avvolto nel mistero: solo ultimi documenti suggeriscono che si tratti di una missione, insieme a Jean Froissart, per combinare un possibile matrimonio tra il futuro Riccardo II e una principessa francese, così da porre termine alla sanguinosa guerra dei cent'anni. Se questo era davvero lo scopo del viaggio, non ebbe successo, in quanto non si celebrò alcun matrimonio. Nel 1378, Riccardo II lo inviò presso la corte viscontea e in seguito presso Sir John Hawkwood, soldato e mercenario d'Inghilterra allora al servizio dei Visconti: il Cavaliere chauceriano dei Canterbury Tales ricorda infatti per molti tratti questo personaggio. Chaucer si trattenne sei mesi in Lombardia, prima a Milano presso Bernabò Visconti e poi a Pavia, dove aveva la sede la corte di Galeazzo II Visconti. A Pavia visitò la basilica di San Pietro in Ciel d'Oro (dove si trovano le tombe di Severino Boezio, Sant'Agostino e, prima del trasferimento dei suoi resti in Inghilterra, di Lionello) e, soprattutto, la biblioteca Viscontea, collocata all'interno del castello Visconteo, che conservava manoscritti originali del Petrarca e opere di Dante e Boccaccio, tra cui due copie del Teseide di Boccaccio, che ebbero molta influenza nella sua opera Anelida e Arcite.
Una possibile indicazione che la sua opera di scrittore fosse apprezzata già all'epoca viene da Edoardo III che accreditò a Chaucer un gallone di vino al giorno, vita natural durante, come ricompensa di certi servigi. Questo genere di pagamento era inusuale, ma venne dato il 23 aprile 1374, nel giorno della celebrazione di San Giorgio, in occasione della quale venivano premiate le opere artistiche: si ipotizza dunque trattarsi del premio al lavoro di Chaucer. Il poeta continuò a ricevere questo compenso fino alla salita al trono di Riccardo II, il 18 aprile 1378, quando lo stipendio fu convertito in denaro.

### La maturità e gli ultimi anni (1378-1400)
In seguito all'entrata in servizio presso la corte riccardiana, Chaucer venne nominato ispettore del dazio presso il porto di Londra, 1382.
Nel 1386 entrò a far parte del Parlamento inglese nel ruolo di rappresentante della contea del Kent: in questo periodo, considerato della maturità, si presuppone vengano scritti i poemi allegorici de Il parlamento degli uccelli e del Troilo e Criseide. Quest'ultima opera fu verosimilmente scritta tra il 1383 e il 1385, a differenza de La leggenda delle donne eccellenti, datata 1386. Lo stesso anno Chaucer divenne Giudice di pace nella contea del Kent.
Nel 1387 morì la moglie Filippa e per Chaucer iniziò un periodo di crisi economica, data dai cattivi rapporti con i potenti: la crisi fu superata probabilmente con il ritorno di Giovanni, duca di Lancaster, nel 1390. È in questo periodo di crisi che alcuni studiosi pongono l'inizio del suo capolavoro, I racconti di Canterbury. Dei documenti attestano che nel settembre dello stesso anno il poeta fu derubato, e forse ferito, durante un suo pattugliamento e che poco dopo, il 17 giugno 1391, smise di ricoprire questa carica. Quasi immediatamente dopo, il 22 giugno 1391, in seguito al ritorno di Giovanni, venne nominato sovraintendente alle acque del Tamigi presso la parte meridionale del porto di Londra, svolgendo anche l'incarico di controllore delle gabelle sulle lane e sui pellami e vice-intendente forestale di North Petherton Park, Somersetshire. Nello stesso periodo tra il 1389 e il 1391, svolse anche l'incarico di sovraintendente alle costruzioni reali nella regione
Gli ultimi scritti sono traduzioni e trattati, il Boezio e il Trattato sull'astrolabio (scritto per il figlio Lewis), datati 1392. Il nuovo re Enrico IV rinnovò il contratto con Chaucer, fatto in precedenza da re Riccardo, ma ne la Lamentela di Chaucer per il suo Borsello il poeta accenna al mancato rispetto del pagamento da parte del nuovo sovrano: l'ultima testimonianza scritta del poeta è del 5 giugno 1400, quando compare una somma di denaro che gli fu data.
Si presuppone anche che abbia avuto luogo in quest'anno l'ultima revisione dei Canterbury Tales, prima della morte che lo colse il 25 ottobre 1400.
Geoffrey Chaucer fu sepolto nell'abbazia di Westminster, in un'ala che prenderà in seguito il nome di Angolo dei poeti.

## Opere

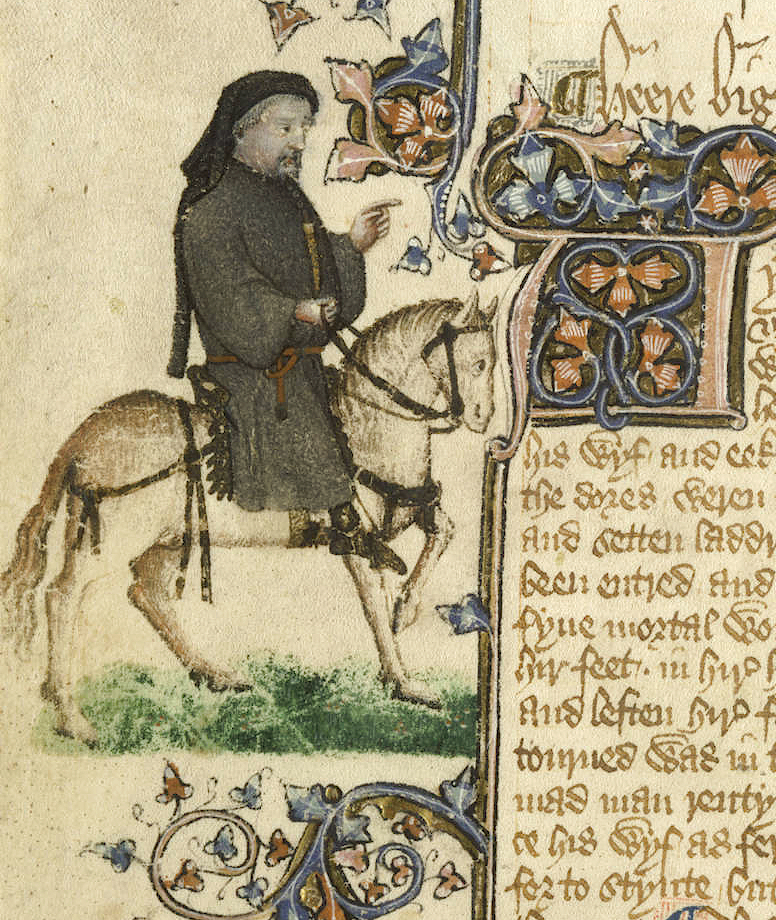
Chaucer pellegrino, dal manoscritto di Ellesmere

Geoffrey Chaucer è considerato il fondatore della letteratura inglese moderna. L'antico inglese del primo Medioevo aveva dato vita a tanti testi letterari, ma questa tradizione fu interrotta bruscamente dopo l'invasione dei Normanni nel 1066. In seguito, fu il francese (o meglio l'anglo-normanno) la lingua delle classi colte ed elevate. Soltanto nel XIV secolo l'inglese riconquistò prestigio, e Chaucer fu uno dei primi ad impiegare la propria madrelingua come lingua letteraria.
Le sue opere sono fortemente marcate dai modelli antichi, francesi e italiani, e contengono tuttavia anche innovazioni metriche, stilistiche e di contenuto, divenute poi le fondamenta dell'autonomia della prima letteratura inglese. Solitamente si distinguono tre fasi produttive, ognuna delle quali rispecchia i suoi influssi letterari e infine l'emancipazione dai suoi modelli letterari: le prime opere di Chaucer sono conosciute quindi come le "francesi", quelle dopo il 1370 come quelle appartenenti alla fase "italiana"; The Canterbury Tales furono scritti in maggior parte dopo il 1390, durante la sua fase "inglese".

### Il periodo francese (fino al 1372)
La prima opera letteraria di Chaucer è ritenuta Il Romanzo della Rosa, una traduzione del Roman de la Rose, con i suoi 22.000 versi l'opera poetica francese più lunga e più influente del tardo Medioevo. Tale opera è rimasta conservata solo in parte e non è chiaro se Chaucer sia mai riuscito a terminarne la traduzione. La scrittura stampata (apparsa per la prima volta nel 1532) di alcune edizioni viene suddivisa in tre frammenti, che linguisticamente si differenziano profondamente l'uno dall'altro; la paternità di Chaucer è certa soltanto riguardo al frammento A (righe 1-1705), mentre riguardo al frammento C essa è discussa e riguardo al frammento B è confutata. Il Romanzo della Rosa è metricamente e linguisticamente ancora piuttosto ineguale, benché Chaucer ne trasse molti motivi (soprattutto, per esempio, quello del sogno come elemento di cornice) che più tardi avrebbero impresso le sue poesie.
Anche ABC è una traduzione dal francese. La poesia, di Guillaume de Deguileville, è una lode alla Santa Vergine; il titolo corrisponde alle lettere iniziali delle strofe.
Il libro della duchessa è la prima poesia propria di Chaucer. Si tratta di un encomio a Bianca, la prima moglie di Giovanni Plantageneto, I duca di Lancaster, morta nel 1368; presumibilmente la poesia ebbe origine in occasione di una commemorazione che il principe faceva preparare ogni anno. Questa poesia onirica di modello francese racconta la storia di una donna che, per amore, dovette soffrire.
Le tematiche cortesi sono popolari nella prima parte della vita letteraria di Chaucer, in quanto egli viaggiava molto a nome della famiglia reale inglese, con la quale aveva ottimi rapporti.

### Il periodo italiano (1372-1380)
La casa della fama è datata intorno al 1380 ed è anch'essa una poesia onirica, il cui contenuto però si distingue nettamente dalla poesia precedente di Chaucer. Esso sembra perdersi in meandri senza punto d'arrivo, trattando nei suoi numerosi excursus diversi temi, tra cui quelli del senso e dello scopo dell'arte, della verità e delle menzogne della storiografia, fino ad arrivare ad argomentazioni di carattere scientifico sulla natura del suono e dell'aria. Il poeta Geoffrey si ritrova nel suo sogno in un tempio vitreo dedicato a Venere, dove sta leggendo la storia della conquista di Troia incisa su una tavola d'ottone. Un'aquila alquanto loquace lo trasporta da quel luogo nella casa della dea Fama, dove apprende come costei distribuisca la celebrità tra i postulanti in modo del tutto arbitrario; per ultimo entra nella casa delle voci, costruita con rami d'albero, dove un «uomo di alta considerazione» (non ben descritto) viene messo alle strette da figure strane. A questo punto s'interrompe la poesia. Alcune immagini, come l'aquila, sono tratte dalla Divina Commedia; inoltre tale poesia è contornata pienamente con rimandi più o meno parodistici e frecciate ad autori antichi, in particolar modo all'Eneide virgiliana, alle Metamorfosi di Ovidio e a Boezio, cosicché la poesia è stata letta dai critici come un trattato di teoria letteraria.
Col titolo Boece, Chaucer tradusse in inglese, intorno al 1380, il De consolatione philosophiae di Severino Boezio, dal quale ha appreso l'arte della concretezza espositiva. Di tale testo è conservato un manoscritto del primo Cinquecento.
Anelida e Arcite racconta invece l'infelice amore della regina armena Anelida per il nobile tebano Arcite: la parte centrale di questa poesia incompiuta è costituita dal lamento di Anelida; il monologo drammatico rappresenta la situazione della regina in modo molto eloquente ed è strutturato simmetricamente, con introduzione, strofa, contro-strofa ed epodo. Alcune parti dell'Anelida and Arcyte, come il mito dei Sette contro Tebe, sono riprese dalla Thebais di Stazio. Il lamento d'amore è piuttosto di genere francese, mentre il racconto mostra notevolmente l'influsso della Teseide di Boccaccio. La storia in sé è comunque opera di Chaucer.
Il parlamento degli uccelli è un altro poema onirico. Le cento strofe, tenute in rhyme royal, sono una delle prime prove del giorno di san Valentino come festività dell'amore. Come ne La casa della fama, il narratore è un poeta che tenta inutilmente di studiare l'amore da vecchi libri. Egli s'addormenta piegato sul Somnium Scipionis (il sogno di Scipio descritto da Cicerone nella parte finale del De re publica) e nel sogno viene condotto da Scipio in persona nel giardino dell'amore, dove gli uccelli si sono riuniti in occasione della stagione degli accoppiamenti sotto la presidenza della dea Natura. La lunga esitazione di una nobildonna, che non riesce a decidere fra tre corteggiatori, viene interrotta dalla dea, la quale dà così inizio alle trattative per la scelta del partner. In queste le colombe si battono per la fedeltà eterna, mentre il cuculo al contrario elogia la promiscuità. La gaia allegoria di Chaucer viene spesso interpretata come poesia d'occasione dello sposalizio tra Riccardo II d'Inghilterra e Anna di Boemia.
Nel Troilo e Criseide l'amore non viene trasfigurato in modo allegorico, bensì illustrato in modo assolutamente moderno nella sua complessità psicologica. Questo poema epico in versi, anch'esso tenuto in rhyme royal, racconta dell'amore del principe troiano Troilo per Criseide. Lo zio di lei, Pandero, aiuta Troilo a conquistarne l'amore, ma alla fine questa s'innamora del guerriero greco Diomede. Chaucer conclude il poema con un consiglio ai giovani innamorati di dedicarsi all'amore celeste verso Dio invece che a quello sulla Terra: questa affermazione è chiaramente impregnata, come d'altronde il resto del poema, della filosofia di Boezio; il modello diretto di Chaucer era però Il Filostrato (1340) di Boccaccio.
Ne La leggenda delle donne eccellenti Chaucer commemora le donne abbandonate della storia e della mitologia e il "santo" Cupido. Questa tematica è ripresa dall'Epistulae heroidum di Ovidio: in particolare vengono raccontate le storie di Cleopatra, Tisbe, Didone, Medea e di Ipsipile, Lucrezia, Filomela, Filide ed Ipermnestra. Il prologo rappresenta probabilmente la prima poesia epica della letteratura inglese ad essere composta ininterrottamente in distici eroici. Chaucer impiegò questo verso anche nella maggior parte delle sue Canterbury Tales.

### Il periodo inglese:I racconti di Canterbury

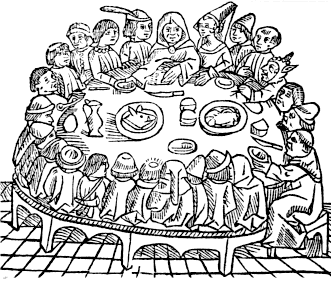
Canterbury Tales, incisione su legno, 1484

I racconti di Canterbury sono una raccolta di novelle, scritte in gran parte dopo il 1388, durante la fase inglese della produzione chauceriana. Tuttavia il suo modello letterario è il Decameron del 1353, dalla quale Chaucer adottò soprattutto il principio organizzativo della trama a cornici, mentre le singole vicende sono opera originale di Chaucer.
Il celebre prologo fa da cornice all'avvenimento: il poeta è intenzionato ad andare in pellegrinaggio alla tomba di san Tommaso Becket a Canterbury, e in una taverna alle porte di Londra incontra una schiera di ventinove pellegrini con le sue stesse intenzioni, a cui si aggrega. L'oste propone ad ogni pellegrino di raccontare due storie all'andata e due al ritorno del viaggio, anche col secondo fine di mantenere i clienti con la voglia di bere; la storia migliore sarebbe stata premiata e ci sarebbe stata una penalità per chi non avesse raccontato le sue due storie. Nel prologo, Chaucer ritrae ognuno dei pellegrini, in modo breve ma molto realistico e pieno di dettagli. Ne deriva così un'immagine della società borghese del tempo, l'autore può in tal modo rappresentare ogni ceto sociale, dal cavaliere alla suora fino al contadino; solo i nobili e i mendicanti non sono rappresentati: infatti i nobili non avrebbero mai viaggiato con la plebe e i mendicanti non avrebbero mai avuto il denaro per il pellegrinaggio.
Dei centoventi racconti inizialmente previsti, Chaucer riuscì a completarne solo ventidue, mentre altri due sono rimasti incompiuti. Alcuni rimandano nel contenuto ad altri racconti, ciò nonostante la successione originaria dei racconti non può essere ricostruita con certezza. Ma la vera forza d'attrazione dei Racconti di Canterbury è la loro varietà: Chaucer dotò ognuno dei suoi pellegrini di un linguaggio caratteristico e di una storia adeguata, di modo che una moltitudine di generi possono coesistere uno accanto all'altro e, allo stesso tempo, tramite la trama a cornici, formare un'unità. Il poeta seppe accostare l'agiografia delle devote leggende di santi, la poesia cortese e storielle grossolane con eleganza e senza contraddizioni.
Il poema è scritto in pentametri alternando sillabe accentate a sillabe atone.

### Opere scientifiche
Chaucer redasse presumibilmente per suo figlio una sorta di guida all'uso di un astrolabio (Trattato sull'astrolabio). Questo testo è dunque una prova delle sue conoscenze anche tecniche e scientifiche.
Un'altra opera tecnica, ad argomento astronomico, dal titolo Equatorie of the Planetis, scoperta nel 1952 da Derek de Solla Price, segue la descrizione di alcuni oggetti contenuti nel Trattato, al quale è tra l'altro linguisticamente molto simile. È comunque ancora incerto che si tratti davvero di un'opera di Chaucer.

## Valore letterario e influenza linguistica
(Gilbert Keith Chesterton, Chaucer)

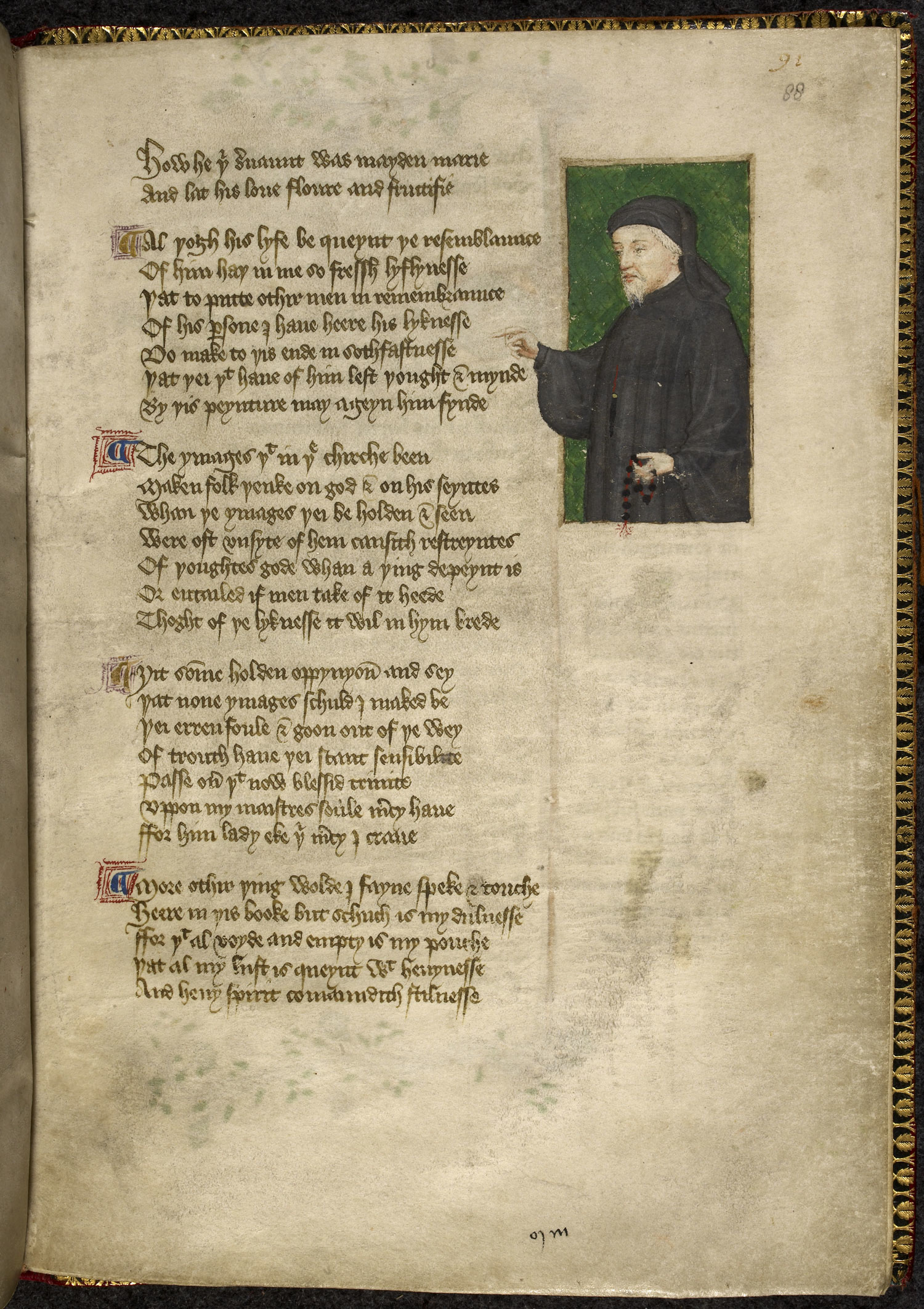
Chaucer ritratto da Thomas Hoccleve: questo ritratto viene considerato uno dei più fedeli, in quanto Hoccleve conobbe Chaucer di persona

Chaucer scrisse la maggior parte delle sue opere in un metro accentuativo, uno stile sviluppato circa nell'XI secolo come alternativo all'antico metro anglosassone allitterativo. L'innovazione di Chaucer risiede proprio nella metrica: egli inventa la cosiddetta rhyme royal, divenendo uno dei primi poeti inglesi ad utilizzare il pentametro giambico all'interno delle sue opere. La collocazione di questi cinque piedi giambici nel distico eroico si trova per la prima volta ne La leggenda delle donne eccellenti, ed è utilizzato in seguito in numerose altre opere, divenendo un canone della poesia inglese. Importante è inoltre la sua influenza nella satira inglese, con l'utilizzo delle comuni tecniche dell'umorismo e dell'accento dialettale: la sua prima comparsa si ha nel Racconto del Fattore, come ad esempio la dissacrante trovata finale dell'inversione bocca-ano, tipica della tradizione carnevalesca del racconto popolare.

### La metrica
La poesia inglese antica si rifà al metro accentuativo germanico, che si ritrova alcune volte nelle opere di Chaucer. Costui riprese la rima finale dalla tradizione letteraria delle lingue romanze, sperimentò diverse forme poetiche francesi ed italiane e le adattò alle caratteristiche grammaticali e ritmiche della lingua inglese. Iniziò dapprima col verso in ballate francesi, perfezionato da Guillaume de Machaut: queste ballate sono composte da otto versi con lo schema rimato ABA BB CBC, e ogni tre strofe successive vengono riprese le stesse rime; Chaucer si attenne strettamente a questa regola in poemi più corti come Truth o Gentilesse. In italiano la strofa in ballate corrispondeva all'ottava rima impiegata da Boccaccio: mentre in francese i versi erano composti piuttosto da otto sillabe, in italiano le sillabe erano undici (endecasillabo). Chaucer si servì soprattutto del pentametro giambico, introducendo così nella poesia inglese la forma metrica che più sarà usata in seguito.
Tramite l'eliminazione del settimo verso tipico dell'ottava rima, Chaucer creò una forma poetica, chiamata in seguito rhyme royal, che ebbe molti imitatori nella letteratura inglese. Si consideri, come esempio, la prima strofa de Il parlamento degli uccelli:
(Geoffrey Chaucer, Il parlamento degli uccelli)
Gli ultimi due versi formano un cosiddetto distico eroico, ossia due pentametri giambici uniti in una coppia rimata. Questi costituiscono la base metrica del maggior numero dei Canterbury Tales e di gran parte della poesia epica inglese successiva a Chaucer.

### La poetica

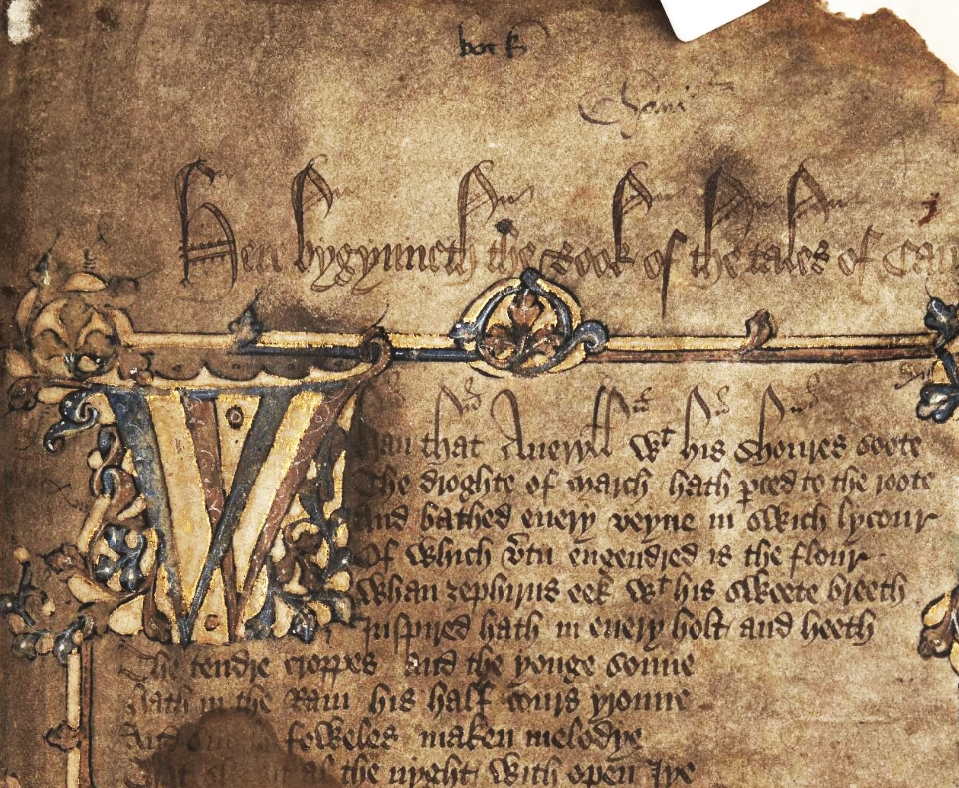
Folio di apertura del manoscritto di Hengwrt

Ciò che caratterizza in maggior misura lo stile poetico di Chaucer è il distacco dall'allegoria e dalle norme della letteratura cavalleresca del Medioevo: egli si configura infatti, con i suoi Canterbury Tales, come il precursore della logica laico-borghese che andrà sviluppandosi nel corso dei secoli. Questo non significa che Chaucer si sia distaccato del tutto dalla letteratura medievale contemporanea, ma che l'evoluzione dipartitasi da lui culminerà con il romanzo realistico-borghese: nelle sue opere infatti convergono tutti i motivi principali della letteratura medievale: il filone cortese-cavalleresco, il filone religioso e per ultimo il filone realistico-borghese.
Inoltre, per la vastità della sua commedia umana e l'acuta capacità di conoscere gli uomini e di descriverli nella sua opera più importante, Canterbury Tales, si può già riconoscere in lui il precursore del romanzo psicologico che sarà lo splendore dell'Inghilterra del XVIII secolo.

#### Chaucer e il moderno inglese

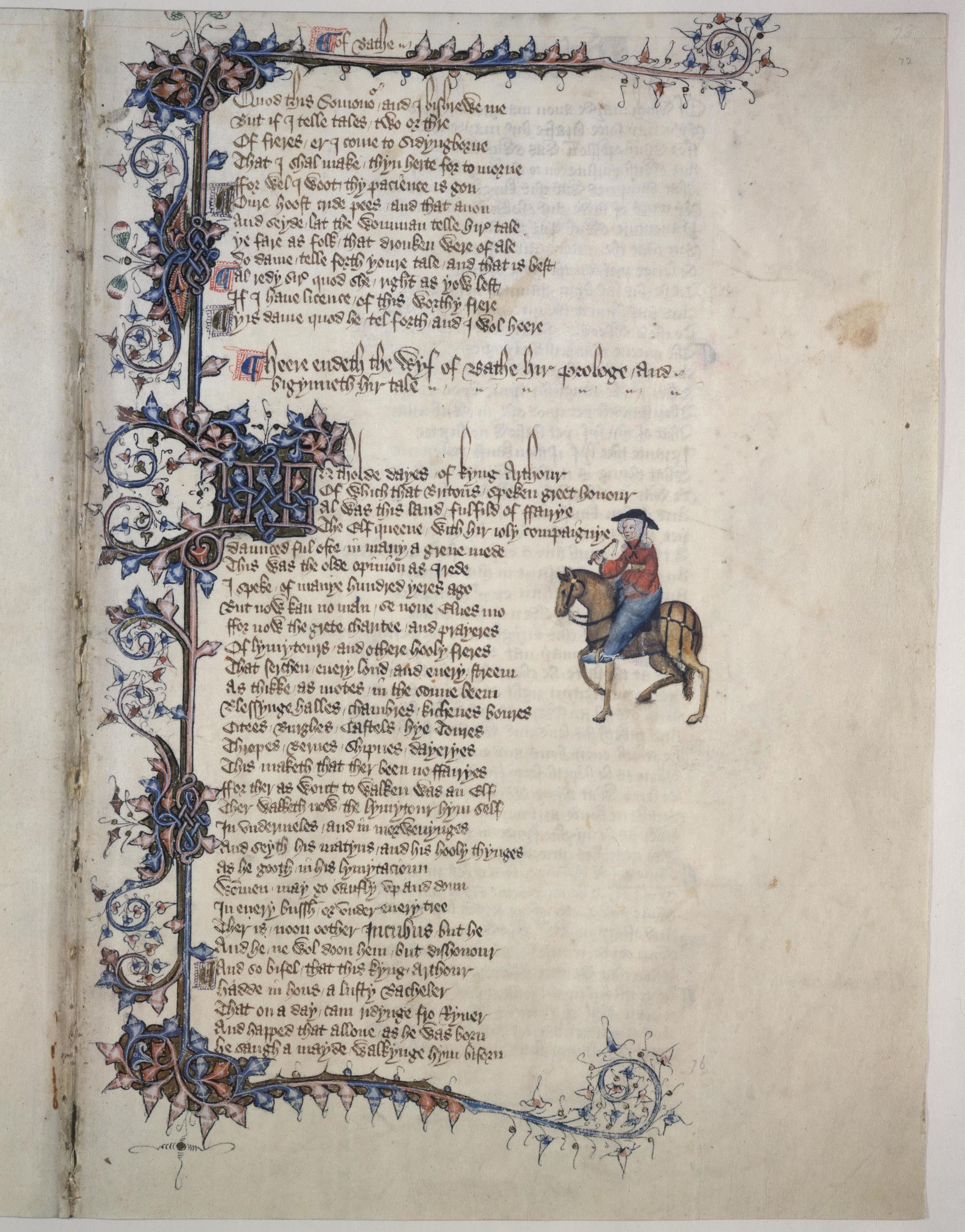
Il racconto della donna di Bath, I racconti di Canterbury — manoscritto di Ellesmere

La poetica di Chaucer, insieme a quella di altri scrittori dell'epoca, è considerata come un forte incentivo ed aiuto per uniformare il dialetto londinese medioevale, combinazione dei dialetti del Kent e del Midlands. L'influenza della corte, della cancelleria e della burocrazia — di cui fece parte Chaucer — rimane probabilmente fondamentale nello sviluppo dell'inglese standard, anche se l'inglese moderno è in qualche modo distante dal linguaggio delle opere di Chaucer,  soprattutto a causa del Great Vowel Shift (grande spostamento vocalico) i cui effetti si affermarono in tutto il Regno Unito dopo la morte del poeta. Questo cambiamento di pronuncia, infatti, non ancora del tutto compreso, è alla base delle difficoltà nella lettura dei testi di Chaucer.
(Geoffrey Chaucer, Troilo e Criseide.)
La desinenza -e in questi versi, come nella maggior parte degli altri, è ancora sconosciuta: sembra probabile che durante il periodo di Chaucer l'uso colloquiale dei vocaboli prevedesse la -e finale, ma nonostante ciò l'uso risulta comunque irregolare. La versificazione del poeta suggerisce inoltre che la finale -e verrebbe alcune volte pronunciata, altre invece rimarrebbe silenziosa.
A prescindere dall'irregolarità della pronuncia, molte parole del vocabolario chauceriano sono riconoscibili da un moderno madrelingua: l'Oxford English Dictionary infatti definisce Chaucer come il primo autore ad aver utilizzato un gran numero di parole comuni inglesi all'interno dei propri scritti, e Milton lo definirà in seguito, a buon diritto, padre della letteratura inglese proprio per il vasto dizionario chauceriano presente nella lingua moderna. Probabilmente questi vocaboli comuni erano già presenti nella lingua parlata, ma Chaucer è il primo autore di cui si siano conservati e trovati documenti scritti: acceptable, alkali, altercation, amble, angrily, annex, annoyance, approaching, arbitration, armless, army, arrogant, arsenic, arc, artillery o aspect sono solo alcuni dei vocaboli utilizzati da Chaucer e ritrovati nel moderno inglese.
Benché il linguaggio di Chaucer sia molto più prossimo rispetto al testo del Beowulf, l'inglese chauceriano differisce per alcuni versi dal moderno inglese, tanto che molte versioni delle sue opere sono pubblicate in prosa o con una vera e propria traduzione letterale. Di seguito è riportato un esempio che mette a confronto il testo di Chaucer con una moderna parafrasi:
|      | Originale                                    | Parafrasi                                          |
| 1672 | This frere bosteth that he knoweth helle,    | This friar boasts that he knows hell,              |
|      | And God it woot, that it is litel wonder;    | And God knows that it is little wonder;            |
|      | Freres and feendes been but lyte asonder.    | Friars and fiends are seldom far apart.            |
| 1675 | For, pardee, ye han ofte tyme herd telle     | For, by God, you have ofttimes heard tell          |
|      | How that a frere ravyshed was to helle       | How a ravished friar went to hell                  |
|      | In spirit ones by a visioun;                 | In spirit, once by a vision;                       |
|      | And as an angel ladde hym up and doun,       | And as an angel led him up and down,               |
|      | To shewen hym the peynes that the were,      | To show him the pains that were there,             |
| 1680 | In al the place saugh he nat a frere;        | In the whole place he saw not one friar;           |
|      | Of oother folk he saugh ynowe in wo.         | He saw enough of other folk in woe.                |
|      | Unto this angel spak the frere tho:          | To the angel spoke the friar thus:                 |
|      | Now, sire, quod he, han freres swich a grace | "Now sir," said he, "Are friars in such good grace |
|      | That noon of hem shal come to this place?    | That none of them come to this place?"             |
| 1685 | Yis, quod this aungel, many a millioun!      | "Yes," answered the angel, "many a million!"       |
|      | And unto sathanas he ladde hym doun.         | And the angel led him down to Satan.               |
|      | --And now hath sathanas,--seith he,--a tayl  | He said, "And Satan has a tail,                    |
|      | Brodder than of a carryk is the sayl.        | Broader than a large ship's sail.                  |
|      | Hold up thy tayl, thou sathanas!--quod he;   | Hold up your tail, Satan!" he ordered.             |
| 1690 | --shewe forth thyn ers, and lat the frere se | "Show your arse, and let the friar see             |
|      | Where is the nest of freres in this place!-- | Where the nest of friars is in this place!"        |
|      | And er that half a furlong wey of space,     | And before half a furlong of space,                |
|      | Right so as bees out swarmen from an hyve,   | Just as bees swarm from a hive,                    |
|      | Out of the develes ers ther gonne dryve      | Out of the devil's arse there drove                |
| 1695 | Twenty thousand freres on a route,           | Twenty thousand friars on a route,                 |
|      | And thurghout helle swarmed al aboute,       | And they swarmed all over hell,                    |
|      | And comen agayn as faste as they may gon,    | And came again as fast as they had gone,           |
|      | And in his ers they crepten everychon.       | And every one crept back into his arse.            |
| 1699 | He clapte his tayl agayn and lay ful stille. | He clapped his tail again and lay very still.      |

### L'eredità di Chaucer
Già quando Chaucer era ancora in vita le sue opere furono elogiate, nel suo paese e all'estero, ad esempio da John Gower, Thomas Usk ed Eustache Deschamps. Dopo la sua morte ebbe inizio la sua canonizzazione come massimo punto di riferimento della poesia inglese, soprattutto per merito del poeta di corte John Lydgate. Lo stile di Chaucer fu spesso imitato, al punto che opere di alcuni suoi imitatori furono ritenute sue originali fino al XX secolo. Le sue opere vennero copiate in manoscritti e in ogni copia si presentavano errori, cambiamenti o variazioni dialettali, cosicché alla fine circolavano diverse versioni, soprattutto dei Canterbury Tales, ma la base di ogni edizione odierna è il cosiddetto manoscritto Ellesmere, apparso intorno al 1410. Il manoscritto Hengwrt, custodito nella Biblioteca Nazionale di Aberystwyth, si suppone sia essere di data anteriore (intorno al 1400), e fu probabilmente steso dallo stesso copista del manoscritto Ellesmere, anche se presenta irregolarità, dovute forse a censura: ad esempio Il racconto della donna di Bath qui risulta essere notevolmente sdrammatizzato. La passione per Chaucer perdurò immutata per tutto il XV secolo, tanto che I racconti di Canterbury furono uno dei primi libri ad essere stampati in Inghilterra: la prima edizione uscì da William Caxton nel 1478. Anche due drammi di Shakespeare si rifanno direttamente a Chaucer: il Troilo e Cressida e la tragicommedia apocrifa Two Noble Kinsmen (Due nobili cugini) (quest'ultima s'ispira al Racconto del cavaliere).
Nel XVI e XVII secolo la celebrità di Chaucer svanì, soprattutto perché il Medio inglese divenne per i lettori sempre più incomprensibile a causa delle notevoli mutazioni consonantiche e di altri sviluppi linguistici. John Dryden elogiò Chaucer come «padre della poesia inglese» e tradusse alcuni Tales in neo-inglese. Le opinioni su Chaucer dei Romantici differirono. Molti lo stimavano per la presunta primordialità della sua poesia, Lord Byron lo riteneva «osceno e spregevole». Nel XIX e XX secolo le sue opere divennero oggetto della scienza letteraria moderna. La Chaucer Society (dal 1978 New Chaucer Society) pubblica annualmente dal 1868 un'antologia di saggi, che oggi porta il nome di Studies in the Age of Chaucer. La poesia più famosa dell'inglese moderno, The Waste Land (Thomas Stearns Eliot, 1922) comincia con un riferimento alle prime parole del prologo dei Racconti di Canterbury:
|   | Prologo Generale                               | The Waste Land                          |
| 1 | Whan that Aprill with his shoures soote;       | April is the cruellest month, breeding; |
|   | The droghte of March hath perced to the roote, | Lilacs out of the dead land, mixing     |
|   | And bathed every veyne in swich licour         | Memory and desire, stirring             |
|   | Of which vertu engendred is the flour;         | Dull roots with spring rain.            |
| 5 | Whan zephirus eek with his sweete breeth       | Winter kept us warm, covering           |
|   | Inspired hath in every holt and heeth          | Earth in forgetful snow, feeding        |
|   | The tendre croppes, and the yonge sonne        | A little life with dried tubers.        |
|   | Hath in the ram his half cours yronne,         |                                         |

I Racconti di Canterbury sono stati adattati più volte per il teatro, rappresentati anche come musical e filmati tra l'altro da Pier Paolo Pasolini (I racconti di Canterbury, 1972).
La prima posizione canonica di Chaucer contribuì in modo determinante alla standardizzazione dapprima del linguaggio burocratico londinese e, in base a questo, della lingua inglese.

## Lista delle opere
La lista delle opere di Chaucer è in ordine cronologico, anche se ancora oggi molti critici dibattono sull'esatta collocazione temporale di alcuni lavori. Le raccolte probabilmente sono state realizzate in un lungo arco di tempo.
Opere maggiori
| Titolo originale          | Traduzione                         | Note                                                                  |
| The Romaunt of the Rose   | Romanzo della Rosa                 | Traduzione del Roman de la Rose, il titolo è incerto.                 |
| The Book of Duchess       | Il libro della duchessa            | Prima importante opera, scritta nell'intervallo tra il 1369 e il 1372 |
| The House of Fame         | La casa della fama                 | *                                                                     |
| Anelida and Arcite        | Anelida e Arcite                   | *                                                                     |
| The Parliament of Fowls   | Il parlamento degli uccelli        | *                                                                     |
| Boece                     | Boezio                             | Probabile traduzione del De consolatione philosophiae                 |
| Troilus and Criseyde      | Troilo e Criseide                  | *                                                                     |
| The Legend of Good Women  | La leggenda delle donne eccellenti | *                                                                     |
| Treatise on the Astrolabe | Trattato sull'astrolabio           | *                                                                     |
| The Canterbury Tales      | I racconti di Canterbury           | L'opera più celebre di Chaucer: pervenutaci frammentaria.             |

Opere minori, testi brevi
- An ABC
- Chaucers Wordes unto Adam, His Owne Scriveyn
- The Complaint unto Pity
- The Complaint of Chaucer to his Purse
- The Complaint of Mars
- The Complaint of Venus
- A Complaint to His Lady
- The Former Age
- Fortune
- Gentilesse
- Lak of Stedfastnesse
- Lenvoy de Chaucer a Scogan
- Lenvoy de Chaucer a Bukton
- Proverbs
- To Rosemounde
- Truth
- Womanly Noblesse
- Escape

Lavori menzionati da Chaucer andati perduti
- Of the Wreched Engendrynge of Mankynde, presumibilmente una traduzione del De miseria conditionis humanae di Innocenzo III.
- Origenes upon the Maudeleyne
- The book of the Leoun (Il libro del leone), menzionato nell'epilogo a conclusione dei Racconti di Canterbury: non è ancora pervenuta a noi nessuna copia del testo.

Opere attribuite a Chaucer
- Against Women Unconstant
- A Balade of Complaint
- Complaynt D'Amours
- Merciles Beaute
- The Visioner's Tale
- The Equatorie of the Planets

Pseudoepigrafi e lavori che plagiano Chaucer
- The Pilgrim's Tale, scritto del XVI secolo con molte allusioni a Chaucer.
- The Plowman's Tale (conosciuto anche come The Complaint of the Ploughman), una satira lollarda.
- Pierce the Ploughman's Crede, altra satira.
- The Ploughman's Tale.
- La Belle Dame Sans Merci.
- The Testament of Love, attribuito inizialmente a Chaucer, scritto da Thomas Usk.
- Jack Upland
- God Spede the Plow, prende in prestito parti del Racconto del Frate.

Nell'ottobre 2023 la British Library Arese disponibile on-line 23.000 immagini digitalizzate relative agli incunaboli e manoscritti di questo autore.

## Filmografia
- Il destino di un cavaliere regia di Brian Helgeland (2001)
- I racconti di Canterbury, regia di Pier Paolo Pasolini, vincitore dell'Orso d'oro al Festival di Berlino (1972)
- I racconti di Canterbury N. 2, regia di Lucio Dandolo - 1972 (film di genere "decamerotico": demenziale, erotico e comico, come gli altri che seguono)
- Gli altri racconti di Canterbury, regia di Mino Guerrini, 1972 (genere boccaccesco e decamerotico, come il resto dei film seguenti)
- ...e continuavano a mettere lo diavolo ne lo inferno, regia di Bitto Albertini (1973)
- Fra' Tazio da Velletri, regia di Romano Gastaldi (e Aristide Massacesi) (1973)
- Le mille e una notte di Boccaccio a Canterbury, regia di Joe D'Amato, meglio noto con il titolo Novelle licenziose di vergini vogliose (1973)
- I racconti di Viterbury - Le più allegre storie del '300, regia di Mario Caiano, con Rosalba Neri (1973)